# Phlyarus multicarinipennis
Phlyarus multicarinipennis är en skalbaggsart som beskrevs av Stefan von Breuning 1965. Phlyarus multicarinipennis ingår i släktet Phlyarus och familjen långhorningar. Inga underarter finns listade i Catalogue of Life.